# Atomorpha punctistrigaria
Atomorpha punctistrigaria is een vlinder uit de familie spanners (Geometridae). De wetenschappelijke naam is voor het eerst geldig gepubliceerd in 1897 door Christoph.
De soort komt voor in Europa.